# Jevgenij Lipejev
Jevgenij Lipejev (ryska: Евгений Николаевич Липеев), född den 28 februari 1958 i Krasnodar, Ryssland, är en sovjetisk idrottare inom modern femkamp.
Han tog OS-guld i lagtävlingen i samband med de olympiska tävlingarna i modern femkamp 1980 i Moskva.